# Чернореченский (Челябинская область)
Черноре́ченский — посёлок в Нагайбакском районе Челябинской области России. Входит в состав Кассельского сельского поселения.

## История
Населённый пункт возник в 1963 году как посёлок 4-го отделения совхоза «Нагайбакский».

## Население
| 2002 | 2010 |
| ---- | ---- |
| 288  | ↘222 |

## Улицы
| - ул. Молодёжная, - ул. Набережная, | - ул. Труда, - ул. Центральная. |